# Gisilia
Gisilia is een geslacht van vlinders uit de familie prachtmotten (Cosmopterigidae).

## Soorten
- G. antidesma (Meyrick, 1913)
- G. cardinata (Meyrick, 1918)
- G. conformata (Meyrick, 1921)
- G. gielisi Koster, 2010
- G. lerautella Gibeaux, 1986
- G. meyi Sinev, 2007
- G. sclerodes (Meyrick, 1909)
- G. stagnans (Meyrick, 1921)
- G. stereodoxa (Meyrick, 1925)
- G. subcrocea (Meyrick, 1923)